# Gaullizm

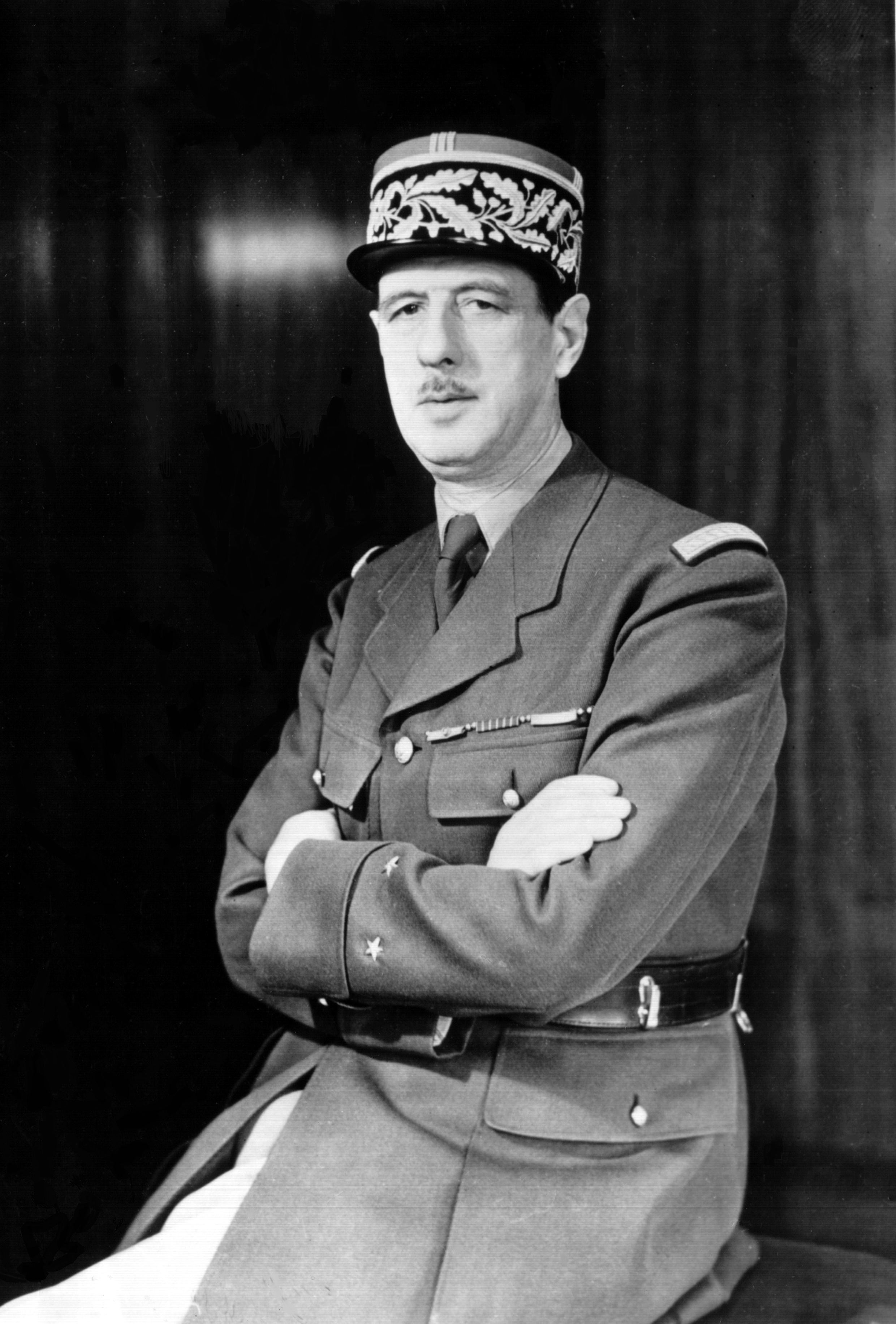
Charles de Gaulle

Gaullizm – myśl polityczna i ruch polityczny, którego podstawy stworzył Charles de Gaulle (1890–1970), generał, polityk, prezydent V Republiki Francuskiej w latach 1959–1969. Doktryna gaullizmu łączyła liczne elementy nadające jej prawicowość w powojennej historii Francji.

## Główne składniki doktryny
1. myśl chrześcijańska – opieranie zasad polityki na zasadach chrześcijaństwa
2. konserwatyzm
3. liberalizm (zob. liberalizm klasyczny)
4. pragmatyzm polityczny
5. liczne elementy bonapartyzmu oraz nawiązywanie do chwalebnej historii Francji

## Założenia
1. Odwołując się do doświadczeń historycznych, wskazywano na potrzebę tworzenia silnego, scentralizowanego państwa, zdolnego do integrowania narodu.
2. Koncepcja władzy akcentowała rolę przywódcy politycznego i jego walory (autorytet, zasługi, kompetencje)

Koncepcja centralizmu i wzmacniania władzy nie kolidowała z postulowanym demokratycznym charakterem państwa. Silne państwo winno aktywnie uczestniczyć w kształtowaniu i regulowaniu stosunków społecznych i gospodarczych.
Zakładano interwencjonizm państwowy jako instrument korygowania skutków mechanizmów rynkowych, w szczególności odniesieniu do cen, dochodów, zatrudnienia oraz bezrobocia. Państwo za sprawą swojego autorytetu winno pełnić rolę mediatora w przypadku konfliktu między pracodawcą a pracownikiem, konflikt ten miał być rozwiązany przez partycypację tj. udział pracowników w zarządzaniu przedsiębiorstwami. W kwestiach społecznych i obyczajowym przyjmowano stanowisko zbliżone do konserwatyzmu, podkreślając rolę rodziny jako fundamentu społeczeństwa i walory etyki chrześcijańskiej w życiu społeczeństwa.

## Gaullizm a mocarstwowość Francji
Eksponowano ideę mocarstwowości Francji, której realizacja miała polegać na stworzeniu w pełni samodzielnego i silnego państwa, zdolnego do prowadzenia niezależnej i własnej polityki zagranicznej, dysponującego potęgą militarną i niekwestionowaną pozycją w międzynarodowych stosunkach gospodarczych. Strategicznym celem De Gaulle’a było uczynienie z Europy zjednoczonej pod przywództwem Francji „trzeciej siły” zdolnej do przeciwstawienia się USA i ZSRR. Z tego wynikały posunięcia takie jak wycofanie Francji ze struktur wojskowych NATO (1966), potępienie amerykańskiej interwencji w Indochinach czy polityka osłabiania dolara. Środkiem budowy mocarstwowości było stworzenie przez Francję własnych sił nuklearnych („force de frappe”). De Gaulle poparł też separatystyczne dążenia Quebecu. Mocarstwowe aspiracje nie przeszkodziły De Gaulle’owi w uznaniu niepodległości Algierii.

## „Europa ojczyzn” i „Europa od Atlantyku po Ural”
Dalekowzroczna wizja przyszłych kontaktów międzynarodowych w Europie określana była mianem „Europy ojczyzn” i „Europy od Atlantyku po Ural”. Odnosiło się to do przezwyciężenia zimnowojennego podziału kontynentu przegrodzonego „żelazną kurtyną” i preferowanego przez de Gaulle’a modelu współpracy i integracji europejskiej z zachowaniem wyraźnej tożsamości uczestniczących w niej podmiotów.
Obecnie, po ponad trzech dekadach, koncepcje te są przeciwstawiane modelowi integracji prowadzącej do stworzenia „Stanów Zjednoczonych Europy”, czy też „Europy Regionów”.

## Partie gaullistowskie w historii Francji
Początkowo wśród zwolenników de Gaulle’a znaleźli się niektórzy m.in. radykałowie, chadecy z MRP, socjaliści z SFIO, nawet niektórzy skrajni lewicowcy.
Partie:
- 1947–1952: Rassemblement du Peuple français(inne języki) (RPF, Zgromadzenie Ludu Francuskiego) – partia założona przez Charles’a de Gaulle’a, jako jego narzędzie polityczne, zgodnie z programem politycznym wyłożonym w przemówieniu z Bayeux.
- 1958–1968: Union pour la Nouvelle République(inne języki) (UNR, Unia Nowej Republiki) – partia założona 13 maja 1958 tuż przed powrotem de Gaulle’a do władzy. Główni członkowie to Michel Debré, Jacques Chaban-Delmas, Valéry Giscard d’Estaing
- 1968–1971: Union pour la défense de la République(inne języki) (UDR)
- 1971–1976: Union des Démocrates pour la République (UDR)
- 1976–2002: Zgromadzenie na rzecz Republiki (RPR)
- 2002–2015: Unia na rzecz Ruchu Ludowego (UMP)
- od 2015: Republikanie (LR)

Ruch gaullistowski był głęboko zróżnicowany, obejmując szerokie spektrum frakcji od lewicy po skrajną prawicę:
- lewicę gaullistowską (Rene Capitant, Louis Vallon i inni) reprezentowały m.in. Union Democratique du Travail (1959-1963), Konwencja Lewicy V Republiki (1966-1967) i Federation de la Gauche Gaulliste (1969);
- do skrajnej prawicy zaliczała się np. Union pour la Renouveau Français Jacquesa Soustelle’a[4].